# Nguyễn Quang Tuấn (bác sĩ)
Nguyễn Quang Tuấn (sinh ngày 5 tháng 1 năm 1967 tại Hà Tây) là một bác sĩ, giáo sư, tiến sĩ y khoa, và chính trị gia người Việt Nam. Ông nguyên là Giám đốc Bệnh viện Bạch Mai, Giám đốc Bệnh viện Tim Hà Nội và đại biểu quốc hội Việt Nam khóa XIV nhiệm kì 2016–2021, thuộc đoàn đại biểu quốc hội thành phố Hà Nội. Ông đã trúng cử đại biểu quốc hội năm 2016 ở đơn vị bầu cử số 2 (gồm quận Đống Đa, và quận Hai Bà Trưng), thành phố Hà Nội với tỉ lệ 64,03% số phiếu bầu hợp lệ.

## Xuất thân
Nguyễn Quang Tuấn sinh ngày 5 tháng 1 năm 1967 quê quán ở Thôn Khê Tang, xã Cự Khê, huyện Thanh Oai, TP Hà Nội, Việt Nam.

## Giáo dục
- Giáo dục phổ thông: 12/12
- Bác sĩ đa khoa Đại học Y Hà Nội (1994)
- Tiến sĩ Y khoa Đại học Y Hà Nội (2005)
- Phó giáo sư Y khoa (2009)
- Giáo sư Y khoa (2017)
- Cao cấp lí luận chính trị

## Sự nghiệp
Nguyễn Quang Tuấn sinh ra và lớn lên tại Hà Nội.
Năm 1994, Nguyễn Quang Tuấn tốt nghiệp Đại học Y Hà Nội ngành bác sĩ đa khoa. Sau đó ông tiếp tục học Bác sĩ nội trú chuyên ngành tim mạch.
Năm 1996, Nguyễn Quang Tuấn đi tu nghiệp chương trình 2 năm tại Đại học Toulouse, Pháp học về ngành Tim mạch can thiệp.
Năm 1997, ông tốt nghiệp Trường Đại học Toulouse loại xuất sắc và nhận được lời mời của giáo sư ở lại làm việc nhưng ông đã quyết định quay về Việt Nam.
Trong giai đoạn đầu hành nghề y, ông được sự hướng dẫn của giáo sư Phạm Gia Khải và Nguyễn Lân Việt.
Ông gia nhập Đảng Cộng sản Việt Nam vào ngày 8 tháng 10 năm 1997.
Năm 2005, Nguyễn Quang Tuấn bảo vệ thành công luận án Tiến sĩ tại Đại học Y Hà Nội.
Năm 2009, ông được phong hàm Phó giáo sư.
Năm 2010, nhóm của Nguyễn Quang Tuấn và tiến sĩ Phạm Mạnh Hùng được trao giải nhất Giải thưởng "Nhân tài đất Việt" trong lĩnh vực y tế cho đề tài "Can thiệp động mạch vành qua đường ống thông (đặt stent)".
Năm 2012, ông được bổ nhiệm làm Giám đốc Bệnh viện Tim Hà Nội.
Ông hiện là Giảng viên cao cấp Bộ môn Tim mạch Trường Đại học Y Hà Nội, Ủy viên Ủy ban về các vấn đề xã hội của Quốc hội.
Năm 2017, ông là Chủ tịch Hội Tim mạch can thiệp Việt Nam, Chủ tịch Hội Tim mạch Hà Nội, Thành viên Ban cố vấn Hội Tim mạch học can thiệp châu Á – Thái Bình Dương (FAPSIC), Thành viên Hội Tim mạch học can thiệp Hoa Kỳ (FSCAI).
Ngày 5 tháng 3 năm 2018, ông được Hội đồng Chức danh Giáo sư Nhà nước Việt Nam công nhận đạt chuẩn Chức danh Giáo sư ngành Y năm 2017.
Ngày 18 tháng 3 năm 2020, ông được bổ nhiệm giữ chức Giám đốc Bệnh viện Bạch Mai, Bộ Y tế . Ngày 21 tháng 10 năm 2021, ông bị Viện Kiểm sát nhân dân Tối cao đã phê chuẩn Lệnh khởi tố bị can về tội "Vi phạm quy định về đấu thầu gây hậu quả nghiêm trọng".
Ngày 22 tháng 10 năm 2021, ông bị đình chỉ công tác Giám đốc Bệnh viện Bạch Mai, bàn giao chức vụ Giám đốc Bệnh viện Bạch Mai cho ông Đào Xuân Cơ, Phó Giám đốc phụ trách điều hành Bệnh viện Bạch Mai và bàn giao chức vụ Chủ tịch Hội đồng quản lý Bệnh viện Bạch Mai cho ông Dương Đức Hùng, Phó Giám đốc kiêm Quyền Chủ tịch Hội đồng quản lý Bệnh viện Bạch Mai.
Sau khi mãn hạn tù, ông đã xin thực hành tại Bệnh viện Hữu Nghị để được xin cấp giấy phép hành nghề và đã bắt đầu thực hành tại bệnh viện này từ ngày 1 tháng 7 năm 2024.

## Đại biểu Quốc hội Việt Nam nhiệm kì 2016–2021
Ngày 22 tháng 5 năm 2016, ông trúng cử đại biểu quốc hội Việt Nam khóa XIV nhiệm kì 2016–2021 ở đơn vị bầu cử số 2 (gồm quận Đống Đa, và quận Hai Bà Trưng), thành phố Hà Nội với tỉ lệ 64,03% số phiếu bầu hợp lệ.

### Bảo vệ bác sĩ Hoàng Công Lương
Ngày 26 tháng 5 năm 2018, tại nghị trường Quốc hội, đề cập đến việc bác sĩ Hoàng Công Lương bị truy tố tội thiếu trách nhiệm gây hậu quả nghiêm trọng làm chết 9 bệnh nhân chạy thận ở Bệnh viện Đa khoa tỉnh Hòa Bình, ông cho rằng "không thể xử một người về trách nhiệm mà họ không được giao", và đề nghị minh bạch, khách quan trong xét xử.

## Bê bối vụ đấu thầu thiết bị y tế tại Bệnh viện Tim Hà Nội
Sau khi Cơ quan điều tra Bộ Công an khởi tố vụ án bê bối về đấu thầu tại Bệnh viện Tim Hà Nội, gây thiệt hại 40 tỉ đồng, ngày 13 tháng 5 năm 2021, bắt tạm giam một số bị can, trong đó có nguyên phó giám đốc Bệnh viện Tim Hà Nội Hoàng Thị Ngọc Hưởng, Hội đồng bầu cử quốc gia đã thực hiện quy trình xem xét tư cách người ứng cử của ông Nguyễn Quang Tuấn và sau đó có nghi quyết cho ông rút tên khỏi danh sách ứng cử. Ngày 21 tháng 10 năm 2021, Cơ quan cảnh sát điều tra Bộ Công an (C03) đã khởi tố bị can đối với ông Nguyễn Quang Tuấn về tội "vi phạm quy định về đấu thầu gây hậu quả nghiêm trọng". Ngày 10 tháng 12, Cơ quan cảnh sát điều tra Bộ Công an cho biết đã ra quyết định hủy bỏ biện pháp ngăn chặn cấm đi khỏi nơi cư trú, ra lệnh bắt tạm giam ông Tuấn. Các đơn vị liên quan ở Hà Nội tiến hành rà soát và xem xét việc thu hồi danh hiệu "Công dân Thủ đô ưu tú" đối với ông.

### Bị "tước" danh hiệu "Công dân thủ đô ưu tú"
Ngày 4 tháng 1 năm 2023, Hà Nội đã huỷ bỏ, thu hồi danh hiệu "Công dân thủ đô ưu tú" đối với ông Nguyễn Quang Tuấn.

### Cáo buộc của Viện kiểm sát
Ngày 18 tháng 1 năm 2023, ông Nguyễn Quang Tuấn bị cáo buộc đã thông đồng với các công ty cung cấp thiết bị y tế trong đấu thầu, để cho thiết bị đã bị nâng giá cao hơn thị trường trúng thầu gây thiệt hại 53,6 tỉ đồng. Các cựu lãnh đạo Bệnh viện Tim Hà Nội cùng bị truy tố gồm: Hoàng Thị Ngọc Hưởng – cựu Phó Giám đốc; Nguyễn Thị Dung Hạnh – cựu kế toán trưởng; Đoàn Trọng Bình và Nghiêm Tuấn Linh – cùng là cựu phó trưởng phòng phụ trách phòng vật tư. Bảy người còn lại bị đề nghị truy tố gồm các cựu lãnh đạo, nhân viên của Công ty Kim Hòa Phát, Công ty CP đầu tư và định giá AIC, Công ty cổ phần thiết bị y tế Hoàng Nga.
Ngày 21 tháng 4 năm 2023, Hội đồng xét xử tuyên Bác sĩ Nguyễn Quang Tuấn mức án 3 năm tù và không bị cấm đảm nhiệm chức vụ hay cấm hành nghề sau khi chấp hành bản án.